# Tropasteron
Tropasteron là một chi nhện trong họ mierenjagers (Zodariidae).

## Các loài
Các loài trong chi này gồm:
- Tropasteron andreae Baehr, 2003
- Tropasteron cardwell Baehr, 2003
- Tropasteron cleveland Baehr, 2003 *
- Tropasteron cooki Baehr, 2003
- Tropasteron daviesae Baehr, 2003
- Tropasteron eacham Baehr, 2003
- Tropasteron fox Baehr, 2003
- Tropasteron halifax Baehr, 2003
- Tropasteron heatherae Baehr, 2003
- Tropasteron julatten Baehr, 2003
- Tropasteron luteipes Baehr, 2003
- Tropasteron magnum Baehr, 2003
- Tropasteron malbon Baehr, 2003
- Tropasteron monteithi Baehr, 2003
- Tropasteron palmerston Baehr, 2003
- Tropasteron pseudomagnum Baehr, 2003
- Tropasteron raveni Baehr, 2003
- Tropasteron robertsi Baehr, 2003
- Tropasteron splendens Baehr, 2003
- Tropasteron thompsoni Baehr, 2003
- Tropasteron tribulation Baehr, 2003
- Tropasteron yeatesi Baehr, 2003